# Loket (Sokolovi járás)
Loket  (németül Elbogen) település Csehországban, a Sokolovi járásban.   Lakosainak száma 3071 fő (2024. január 1.).

## Fekvése

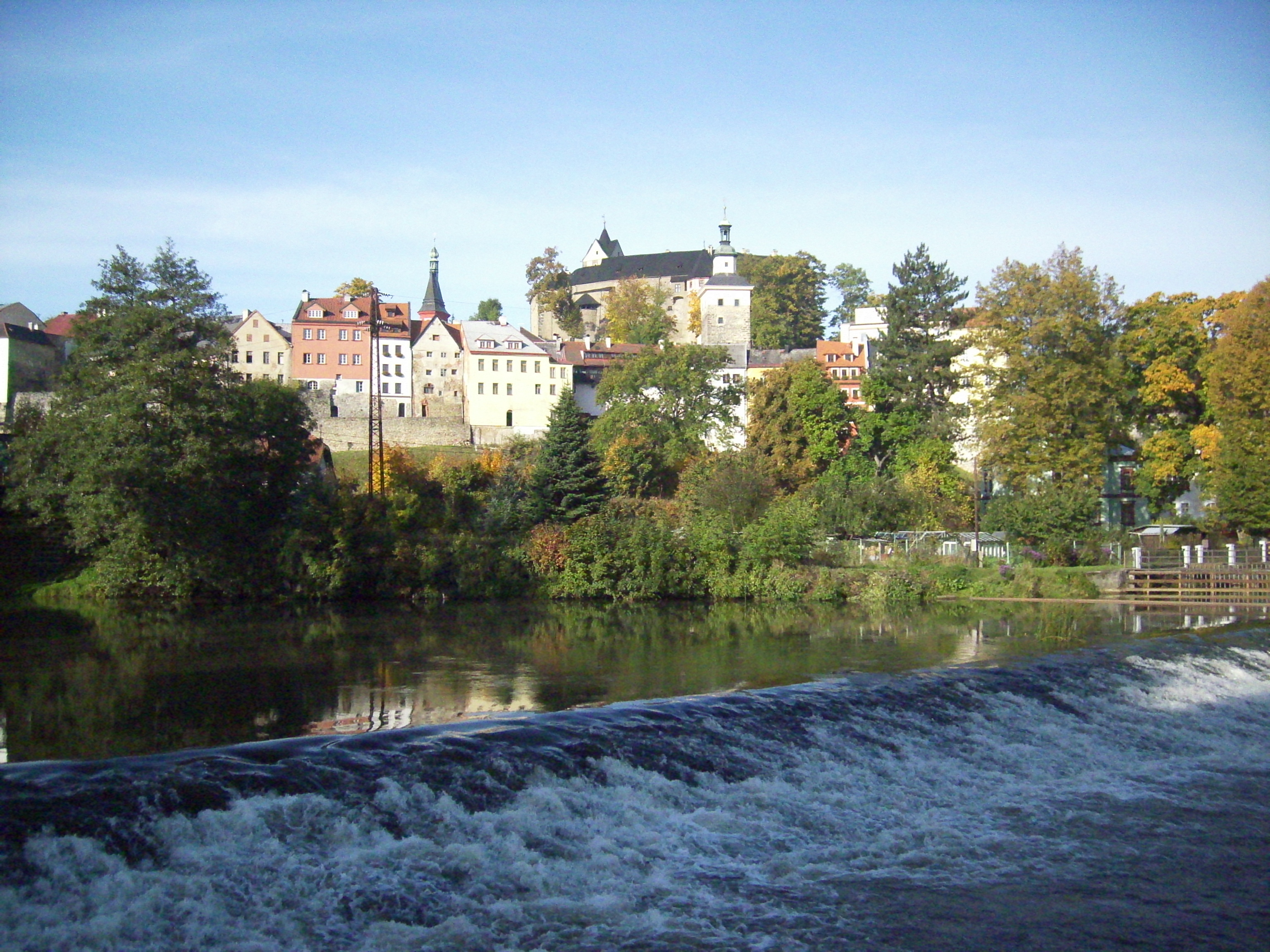
Loket látképe 2008-ban

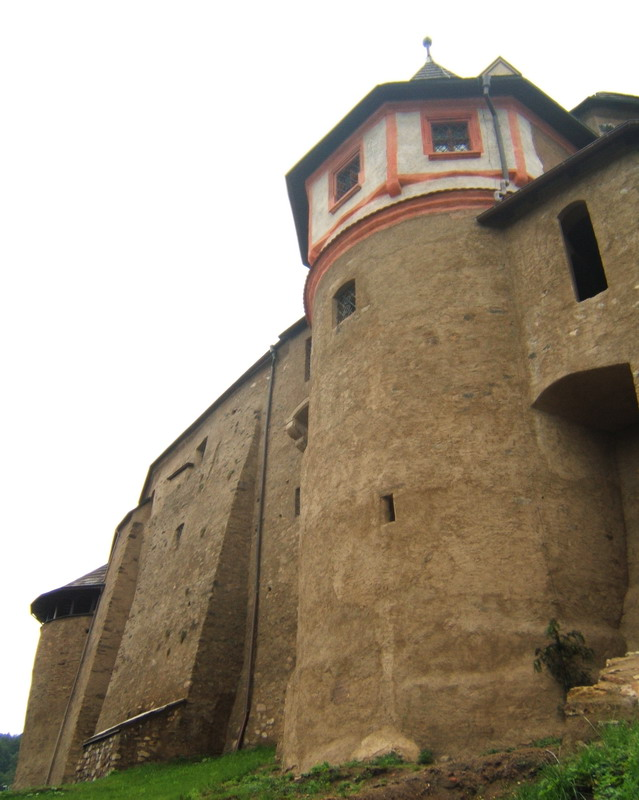
A várfal részlete

Karlovy Varytól 12 km-re, az Ohře folyó kanyarulatánál, teraszosan helyezkedik el.
Loket Nové Sedlo, Staré Sedlo, Hory, Karlovy Vary, Horní Slavkov, Sokolov és Stanovice településekkel határos.

## Gazdaság
Porcelángyár

## Nevezetességei
A település látképét a 12. századból fennmaradt, bevehetetlennek bizonyult királyi vár uralja. Falai néhol 3 és fél méter vastagok. A várban porcelánmúzeum van.

## Híres személyek
- Itt született 1841-ben Hüttl Tivadar nagykereskedő, porcelángyár-alapító.
- Itt született 1906-ban Anton Ernst Oldofredi mérnök, politikus, oktató.
- Johann Wolfgang von Goethe is tartózkodott itt.

## Népesség
1921-ben 3837 lakosából 3660 német, 69 csehszlovák, 3 zsidó és 105 idegen volt. Nagy többségük a római katolikus vallást követte, 90 evangélikus és 50 zsidó élt a településen.
A település lakosságának változását az alábbi diagram mutatja:
| Lakosok száma | 4179 | 5538 | 4716 | 2595 | 1833 | 2978 | 3082 | 3055 | 2936 | 3071 |
|               | 1869 | 1900 | 1921 | 1961 | 1980 | 2011 | 2016 | 2019 | 2021 | 2024 |